# Break My Soul (singel Beyoncé)
Break My Soul – pierwszy singiel amerykańskiej piosenkarki Beyoncé promujący jej siódmy album studyjny Renaissance. Twórcami muzyki i tekstu utworu są: Beyoncé, Terius Nash, Christopher Stewart, Jens Christian Isake, Shawn Carter, Freddie Ross oraz Adam Pigott.
Gatunek utworu definiowany jest jako house z elementami dance-pop. Otrzymał on bardzo pozytywne recenzje krytyków, a komercyjnie zajął pierwsze miejsce na liście Billboard Hot 100 oraz znalazł się w pierwszej dziesiątce m.in. w: Australii, Kanadzie, Izraelu oraz Brazylii. Dodatkowo piosenka uznała za najlepszą spośród wydanych w 2022 w zastawieniu magazynów: Los Angeles Times, Slant Magazine oraz The Washington Post. Dzięki niej Beyoncé otrzymała nagrodę Grammy w kategorii Best Dance Recording oraz nagrodę Brit w kategorii Najlepsza piosenka międzynarodowa.

## Tło i wydanie
W wywiadzie dla brytyjskiego Vogue w czerwcu 2022 roku Beyoncé ogłosiła swój nadchodzący siódmy album studyjny, zatytułowany Renaissance. Pierwszy singiel promujący album zatytułowany „Break My Soul” został wydany 20 czerwca 2022 roku. Twórcami muzyki i tekstu utworu są: Beyoncé (również produkcja), The-Dream (również produkcja), Christopher Stewart (również produkcja), Jens Christian Isake, Shawn Carter, Freddie Ross oraz Adam Pigott.

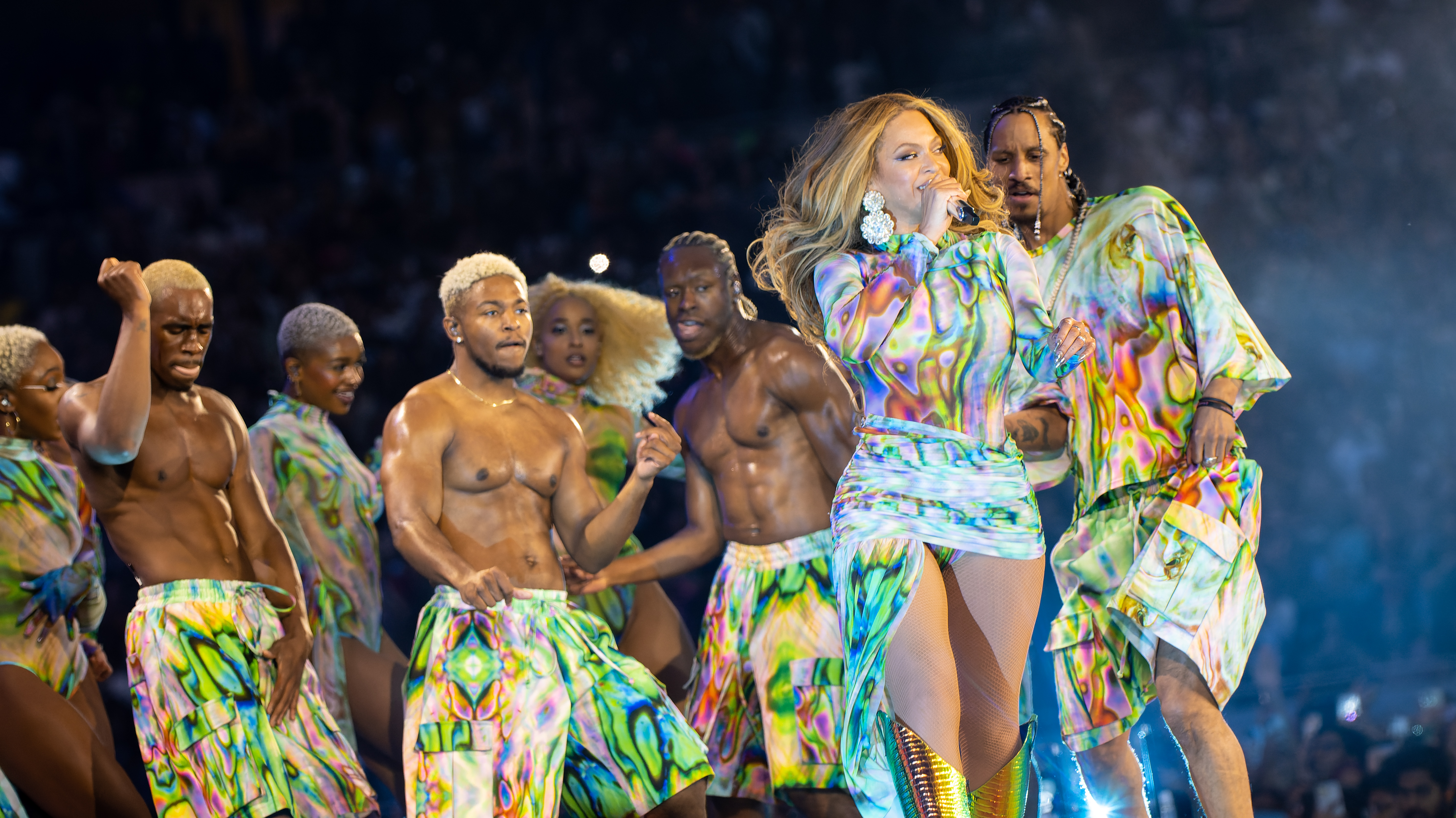
Beyoncé śpiewająca piosenkę „Break My Soul” podczas Renaissance World Tour

Warstwa liryczna utworu nawiązuje do siły i odwagi do walki o siebie, przez co głównym motywem jest stawianie siebie na pierwszym miejscu. Motyw piosenki jest taneczny opierający się na muzyce pop i house. Lauren O’Neill w swojej recenzji opisała piosenkę jako szczery ukłon w stronę tłumu, który pozwala zapomnieć o zmartwieniach i domaga się katharsis na parkiecie. Inspiracją muzyczną utworu była piosenka „Explode” autorstwa Big Freedia oraz utwór „Show Me Love” Robina S.
3 sierpnia Beyoncé wydała EP z czterema zremiksowanymi wersjami utworu, wyprodukowanymi przez will.i.am, Terry Hunter, Honey Dijon i Nita Aviance. 5 sierpnia Beyoncé wydała remiks „The Queens Remix” , czyli efekt współpracy z Madonną, samplujący i interpolujący jej piosenkę „Vogue” z 1990 roku.

## Odbiór

### Reakcja krytyków
Piosenka „Break My Soul” otrzymała pozytywne recenzje krytyków. Brytyjska krytyczka muzyczny Kitty Empire określiła piosenkę jako „natychmiastowy klasyk” i „ekstatyczny hymn muzyki house naszych czasów”. Julianne Escobedo Shepherd z Pitchfork nazwała utwór „wyzwoleniem parkietu”. Kyann-Sian Williams podkreśliła wokal Beyoncé „śpiewanie do utworów tanecznych nie jest łatwe i tylko najlepsze gwiazdy R&B mogą to zrobić”. Krytycy chwalili również tekst oraz produkcje utworu.
| Autor               | Lista                              | Miejsce | Przypis |
| ------------------- | ---------------------------------- | ------- | ------- |
| Los Angeles Times   | 100 najlepszych piosenek 2022 roku | 1       | [ 15 ]  |
| NME                 | 50 najlepszych piosenek 2022 roku  | 20      | [ 16 ]  |
| The Guardian        | 20 najlepszych piosenek 2022 roku  | 2       | [ 17 ]  |
| Billboard           | 100 najlepszych piosenek 2022 roku | 2       | [ 18 ]  |
| Pitchfork           | 100 najlepszych piosenek 2022 roku | 56      | [ 19 ]  |
| Rolling Stone       | 100 najlepszych piosenek 2022 roku | 8       | [ 20 ]  |
| Slant Magazine      | 50 najlepszych piosenek 2022 roku  | 1       | [ 21 ]  |
| The Washington Post | 10 najlepszych singlów 2022 roku   | 1       | [ 22 ]  |
| USA Today           | 10 najlepszych piosenek 2022 roku  | 4       | [ 23 ]  |

### Sukces komercyjny
W Stanach Zjednoczonych „Break My Soul” zadebiutował na 15. miejscu listy Billboard Hot 100 z zaledwie trzema dniami sprzedaży. Piosenka zadebiutowała na szczycie listy Digital Songs, stając się dziesiątym numerem jeden Beyoncé w tym zestawieniu. „Break My Soul” również znalazł się na szczycie listy Hot Dance / Electronic Songs, stając się pierwszym numerem jeden Beyoncé na tej liście. Po wydaniu Renaissance, „Break My Soul” wspiął się na szczyt listy Hot 100, stając się ósmym numerem jeden Beyoncé jako artystka solowa i dwunastym, w tym Destiny’s Child. Utwór uzyskał 18,9 miliona odtworzeń, 13 000 pobrań i 61,7 miliona wyświetleń w tygodniu kończącym się 4 sierpnia 2022 roku. W Kanadzie „Break My Soul” zadebiutował na 29. miejscu w tygodniu rozpoczynającym się 2 lipca 2022 roku. W tygodniu wydania Renaissance piosenka osiągnęła nowy szczyt numer cztery.
W Wielkiej Brytanii piosenka zadebiutowała na 21. miejscu brytyjskiej listy singli 24 czerwca 2022 roku. Po wydaniu Renaissance, „Break My Soul” zajął drugie miejsce na liście. W Irlandii piosenka zadebiutowała na 18. miejscu irlandzkiej listy singli, a po wydaniu albumu zajęła pierwsze miejsce.

### Nagrody i nominacje
| Rok  | Nagroda                                                      | Kategoria                                | Rezultat  | Przypisy |
| ---- | ------------------------------------------------------------ | ---------------------------------------- | --------- | -------- |
| 2022 | American Music Award                                         | Ulubiona piosenka R&B                    | Nominacja | [ 31 ]   |
| 2022 | MTV Video Music Awards                                       | Piosenka lata                            | Nominacja | [ 32 ]   |
| 2022 | Soul Train Music Awards                                      | Piosenka roku                            | Wygrana   | [ 33 ]   |
| 2022 | Soul Train Music Awards                                      | The Ashford & Simpson Songwriter’s Award | Nominacja | [ 33 ]   |
| 2022 | People’s Choice Award                                        | Piosenka 2022 roku                       | Nominacja | [ 34 ]   |
| 2023 | Grammy Award                                                 | Nagranie roku                            | Nominacja | [ 35 ]   |
| 2023 | Grammy Award                                                 | Piosenka roku                            | Nominacja | [ 35 ]   |
| 2023 | Grammy Award                                                 | Best Dance Recording                     | Wygrana   | [ 35 ]   |
| 2023 | Grammy Award                                                 | Best Remixed Recording, Non-Classical    | Nominacja | [ 35 ]   |
| 2023 | Amerykańskie Stowarzyszenie Kompozytorów, Autorów i Wydawców | Most Performed Songs                     | Wygrana   | [ 36 ]   |
| 2023 | Brit Awards                                                  | Najlepsza piosenka międzynarodowa        | Wygrana   | [ 37 ]   |

## Notowania
| Lista przebojów (2022)                | Najwyższa pozycja |
| ------------------------------------- | ----------------- |
| Australia (ARIA)                      | 6                 |
| Austria (Ö3 Austria Top 75)           | 51                |
| Belgia (Ultratop Top 50 Florandia)    | 12                |
| Belgia (Ultratop Top 50 Wallonia)     | 14                |
| Brazylia (Brasilia Top 100)           | 82                |
| Bułgaria (Bulgaria Top 20)            | 9                 |
| Dania (Tracklisten)                   | 33                |
| Finlandia (Suomen virallinen lista)   | 31                |
| Francja (SNEP)                        | 18                |
| Grecja (IFPI Greece)                  | 8                 |
| Hiszpania (Spanish Top 100)           | 94                |
| Irlandia (Irish Singles Chart)        | 1                 |
| Islandia (FM 95,7)                    | 8                 |
| Izrael (Media Forest)                 | 1                 |
| Japonia (Japan Hot 100)               | 4                 |
| Kanada (Canada Hot 100)               | 4                 |
| Litwa (Latvian Airplay Top 50)        | 13                |
| Luxemburg (Billboard)                 | 20                |
| Niemcy (Media Control AG)             | 42                |
| Nowa Zelandia (RIANZ)                 | 16                |
| Portugalia (Portugal Top 20)          | 21                |
| Stany Zjednoczone (Billboard Top 100) | 1                 |